# Schachtürken-Cup
Der Schachtürken-Cup findet alljährlich im Dezember im ostwestfälischen Paderborn statt.

## Geschichte
Das Turnier, dessen Name an den legendären Schachtürken angelehnt ist, geht auf ein Ereignis aus dem Jahr 2004 zurück, als im Heinz Nixdorf MuseumsForum ein Nachbau des Schachtürken präsentiert wurde. Aus der Zusammenarbeit des Heinz Nixdorf MuseumsForums mit dem ansässigen Schachverein SK Blauer Springer Paderborn 1926 e. V. entstand die Idee, ein überregionales Schachturnier auszurichten.
Der damalige 1. Vorsitzende des Schachvereins, Michael Wolfgang Barz, hatte schon seit längerem den Wunsch gehegt, in Paderborn ein jährlich stattfindendes, großes Schachereignis auszurichten. Die Umsetzung scheiterte jedoch zumeist an den dafür benötigten Räumlichkeiten. Dies änderte sich 2004, als das Heinz Nixdorf MuseumsForum sein Interesse bekundete, eine große Schachveranstaltung in seinen Räumlichkeiten auszurichten.
Michael Wolfgang Barz konnte seinen Traum nicht mehr in die Tat umsetzen, er verstarb 2004 bei einem Motorradunfall. Wolfgang Vullhorst übernahm als sein Nachfolger als Vorsitzender von nun an die Organisation von Seiten des Schachvereins. Mit Unterstützung durch weitere Vereinsmitglieder und örtlich ansässige Sponsoren fand die Erstauflage des Turniers am 27. Dezember 2004 statt.
Seitdem hat sich das Turnier über die Stadtgrenzen hinaus zu einer Institution entwickelt, die vereinsangehörigen und vereinslosen Spielern die Möglichkeit bietet, ihre Kräfte auch mit professionellen Spielern zu messen. In die Liste der Spieler auf dem „Siegertreppchen“ reihen sich nicht selten auch junge Talente ein.
Die technischen und räumlichen Voraussetzungen des Heinz Nixdorf MuseumsForums werden von den Veranstaltern voll ausgeschöpft. Die Präsentation der Spitzenpartien im Auditorium erlaubt es Zuschauern, Partien live mitzuverfolgen.
Der Schachtürken-Cup wird seit 2004 in zwei Gruppen ausgetragen, die nach Spielstärke aufgeteilt sind.
Im Jahre 2008 kamen erstmal die Kinder- und Jugendturniere dazu. Nach Schachtrainer Zoltan Nagy übernahm Ulrich Rust im Jahre 2013 deren Organisation.

## Sieger und prominente Teilnehmer
Sieger in der Spitzengruppe
- 2004 – Lev Gutman
- 2005 – Lev Gutman
- 2006 – Stefan Wehmeier
- 2007 – Gerhard Schebler
- 2008 – Vitali Braun
- 2009 – Henrik Teske
- 2010 – Maarten Solleveld
- 2011 – Dennis Wagner
- 2012 – Wladimir Jepischin
- 2013 – Henrik Teske
- 2014 – Yuri Boidman
- 2015 – Felix Levin
- 2016 – Felix Levin
- 2017 – Konstantin Landa
- 2018 – Felix Levin
- 2019 – Felix Levin
- 2020 – (kein Turnier wegen COVID)
- 2021 – (kein Turnier wegen COVID)
- 2022 – (kein Turnier wegen COVID)
- 2023 – Felix Levin

Weitere überregional bekannte Schachgrößen und -talente wie Spyridon Skembris, Matthias Blübaum, Kevin Schröder, Carsten Hecht, Alexandr Karpatchev und Oleg Korneev traten bereits beim Turnier an.